# سرغيايف بوساد رايون
سرغيايف بوساد رايون هي إحدى المناطق الإدارية في موسكو أوبلاست٬ مركزها الإداري هو مدينة سرغيايف بوساد.

سرغيايف بوساد رايون على خريطة مقاطعة موسكو

تحوي المدن والقرى التالية: سرغيايف بوساد، بوغورودسكويي، خوتكوفو، بيرسفت، كراسنوزافودسك وغيرها.